# Зёбро, Ян
Ян Зёбро (пол. Jan Ziobro, род. 24 июня 1991 года в Рабка-Здруй, Польша) — польский прыгун с трамплина, бронзовый призёр чемпионата мира 2015 года.

## Карьера
Дебютировал в Кубке Мира на соревнованиях в финском Куусамо 27 ноября 2011 года, где занял 46 место. Первые очки в общий зачет завоевал 12 января 2013 года в родном Закопане показав двадцатый результат.
Первую победу на этапе Кубка Мира Ян Зёбро одержал 21 декабря 2013 года в Энгельберге, Швейцария, а также попутно установил рекорд трамплина, равный 141 метру. Второе место занял соотечественник Яна — Камил Стох. Спустя день Зёбро завоевал второй подиум в карьере — третье место. Впервые в истории польских прыжков два дня подряд на подиуме было два представителя страны. Хорошие результаты помогли молодому поляку зарекомендовать себя в главной команде.
В феврале 2014 года Ян участвовал в зимних Олимпийских играх в Сочи, где на нормальном трамплине показал 13-й результат, а на большом — 15-й. Вместе с командой остановился в шаге от пьедестала, заняв четвёртое место.
На чемпионате мира 2015 года в Фалуне Ян Зёбро завоевал бронзовую медаль в командных соревнованиях на большом трамплине (HS 134), а также показал свой лучший индивидуальный результат — 8-е место на нормальном трамплине.

## Статистика выступлений в Кубке Мира

### Личные подиумы
| Сезон   | Дата        | Трамплин   | Место |
| ------- | ----------- | ---------- | ----- |
| 2013/14 | 21 дек 2013 | Энгельберг | 1-е   |
| 2013/14 | 22 дек 2013 | Энгельберг | 3-е   |

## Статистика выступлений на Олимпийских играх
| Олимпийские игры | Нормальный трамплин | Большой трамплин | Командные соревнования |
| ---------------- | ------------------- | ---------------- | ---------------------- |
| 2014 Сочи        | 13                  | 15               | 4                      |

## Личная жизнь
Семья владеет мебельной компанией «Meble Ziobro». 16 января 2014 года, во время этапа Кубка Мира в Висле, девушка Зёбро Ангелика Ковальчик родила дочь Вивиану.